# Incilius aurarius
Incilius aurarius é uma espécie de anfíbio anuro da família Bufonidae. Está presente na Guatemala e México.